# Attagenus robustior
Attagenus robustior là một loài bọ cánh cứng trong họ Dermestidae. Loài này được Pic miêu tả khoa học năm 1951.